# Dice (hide-dal)
A Dice hide japán gitáros és énekes harmadik szóló kislemeze, mely 1994. január 21-én jelent meg. A kislemez 6. helyezett volt az Oricon slágerlistáján, és 200 000 eladott példánnyal aranylemez minősítést szerzett.
2007. december 12-én új borítóval újra kiadták. 2010. április 28-án hanglemez formátumban is megjelent.

## Számlista
| #  | Cím                                                           | Dalszöveg       | Zene | Hossz |
| -- | ------------------------------------------------------------- | --------------- | ---- | ----- |
| 1. | Dice                                                          | hide            | hide | 3:03  |
| 2. | Eyes Love You (Mad Translator Mix) (Remixelte Terada Szóicsi) | Mori Jukinodzsó | hide | 6:30  |

## Közreműködők
- hide – vokál, gitár
- T. M. Stevens – basszusgitár
- Terry Bozzio – dobok[5]